# Ralf Schumacher

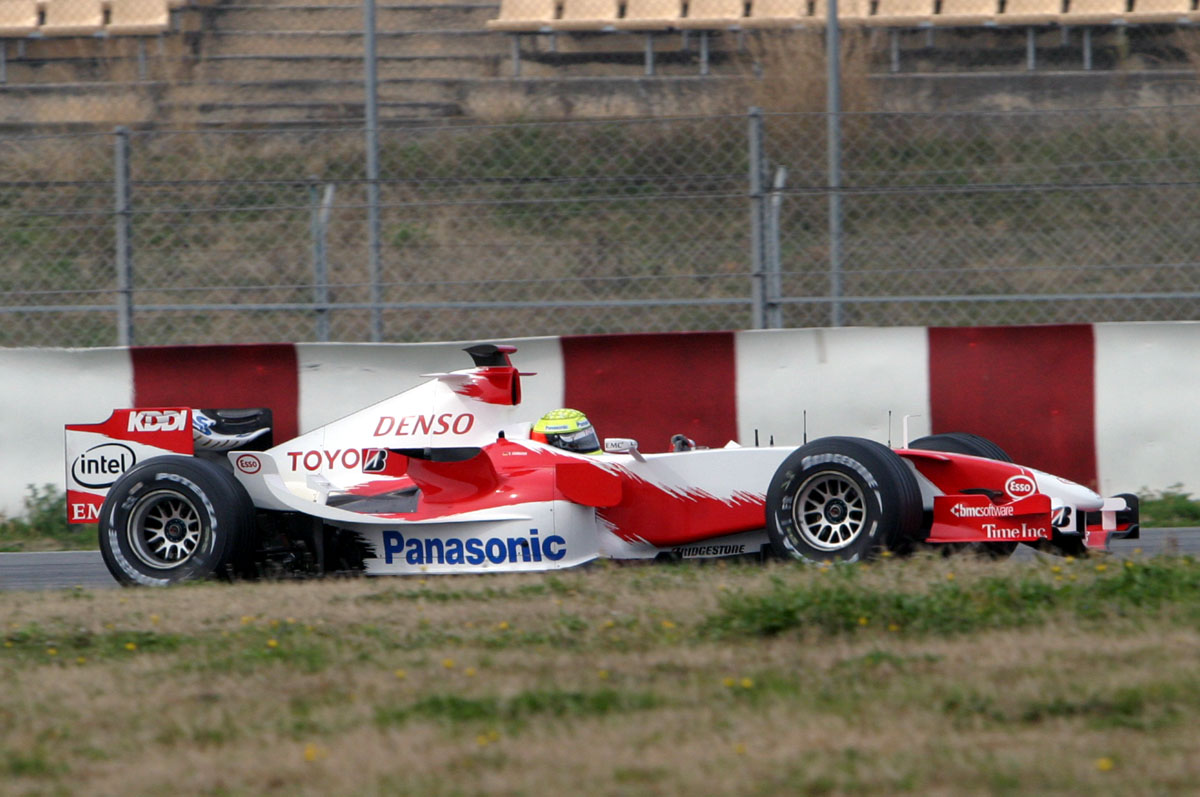
Ralf Schumacher in de Toyota (2006)

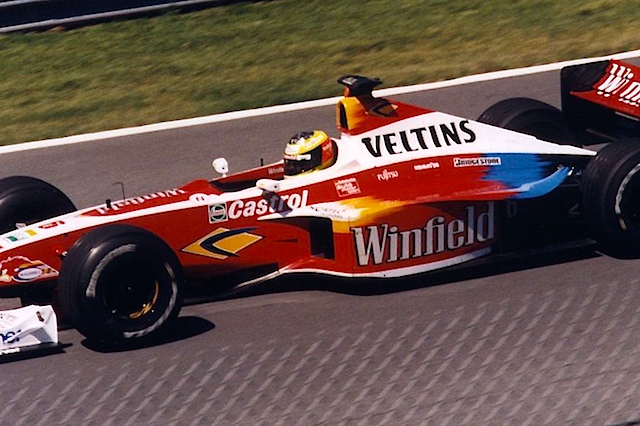
Ralf Schumacher in de Williams (1999)

Ralf Schumacher (Hürth-Hermühlheim, 30 juni 1975) is een Duits voormalig Formule 1-coureur. Hij is de jongere broer van Michael Schumacher, de vader van David Schumacher, en de oom van Mick Schumacher.

## Formule 1-carrière
Voordat hij in 1997 Formule 1-coureur werd, reed hij in de Formule 3 en Formula Nippon. De eerste twee jaar reed hij voor Jordan, in 1999 veranderde hij van team, en reed tot het seizoen 2004 voor Williams. In 2001 won hij zijn eerste Grand Prix in San Marino, daarna zegevierde hij ook in Montreal en tijdens de Grand Prix in Duitsland. Tijdens de GP op de Indianapolis Motor Speedway crasht hij op hoge snelheid.
In 2005 stapt hij over van Williams naar Toyota. Vooral in het begin van seizoen 2005 rijdt hij hier goed én in de punten. Hij kan nog niet tippen aan zijn teamgenoot Trulli.
In 2005 ging hij tijdens de vrije trainingen voor de GP van de Verenigde Staten op het circuit van Indianapolis -op bijna dezelfde plaats als in 2004- opnieuw van de baan. Als gevolg van deze crash kwam Michelin, de bandenleverancier van Ralf Schumachers team Toyota F1, tot de vaststelling dat haar banden niet bestand waren tegen de hoge snelheden die op de banking van het circuit van Indianapolis werden bereikt. De teams op Michelin-banden kregen de raad niet te starten zodat deze Grote Prijs uiteindelijk verreden werd met slechts zes wagens.

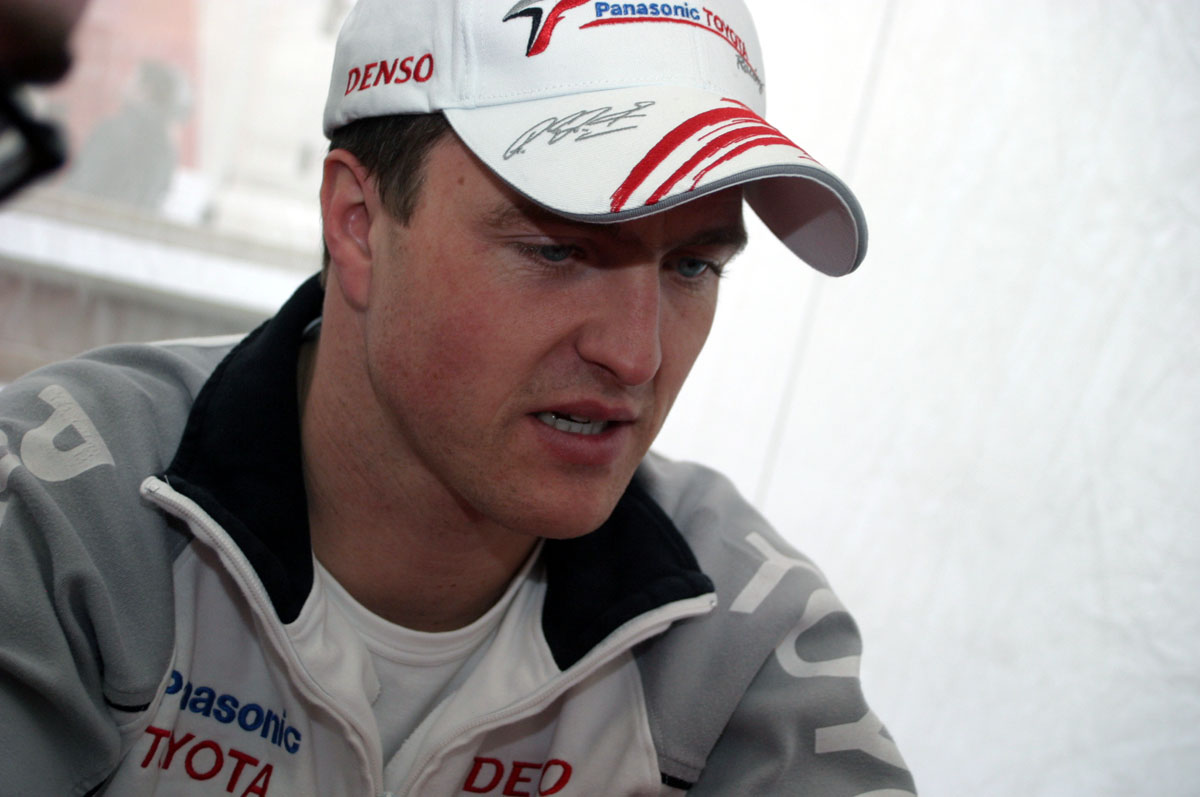
Schumacher in 2006

In 2007 beleefde Schumacher een uitermate slechte start van het seizoen. Na 5 races weet hij slechts 1 punt te vergaren en bevindt zich hoofdzakelijk in de achterhoede van het veld. Wilde geruchten deden de ronde dat Schumacher vanwege zijn slechte prestaties vervangen zal worden door een andere coureur. Op 1 oktober liet de Duitser weten aan het eind van het seizoen te vertrekken bij de Japanse renstal. 
Bij Toyota verving Timo Glock vanaf 2008 de Duitser. Schumacher kwam overigens in aanmerking voor een stoeltje bij het Force India F1 Team, door zijn vriendschap met teambaas Vijay Mallya. Op 27 december 2007 werd echter bekend dat Schumacher in 2008 een jaar pauze zal nemen. Uiteindelijk kwam hij nergens meer aan de bak, en startte hij in de DTM.
In maart 2013 kondigde Schumacher de beëindiging van zijn racecarrière aan. Hij vervulde vanaf dat moment een managementrol bij het team Mücke Motorsport.

## Formule 1-statistieken
| Jaar/Jaren    | Team     |
| ------------- | -------- |
| 1997 t/m 1998 | Jordan   |
| 1999 t/m 2004 | Williams |
| 2005 t/m 2007 | Toyota   |

|                       | 1997 | 1998 | 1999 | 2000 | 2001 | 2002 | 2003 | 2004 | 2005 | 2006 | 2007 | Totaal |
| --------------------- | ---- | ---- | ---- | ---- | ---- | ---- | ---- | ---- | ---- | ---- | ---- | ------ |
| Aantal races          | 17   | 16   | 16   | 17   | 17   | 17   | 15   | 12   | 18   | 18   | 17   | 180    |
| Aantal zeges          |      |      |      |      | 3    | 1    | 2    |      |      |      |      | 6      |
| Aantal polepositions  |      |      |      |      | 1    |      | 3    | 1    | 1    |      |      | 6      |
| Aantal snelste rondes |      |      | 1    |      | 4    |      | 1    |      | 1    |      |      | 7      |
| Aantal podiumplaatsen | 1    | 2    | 3    | 3    | 5    | 6    | 3    | 1    | 2    | 1    |      | 27     |
| Aantal WK-punten      | 13   | 14   | 35   | 24   | 49   | 42   | 58   | 24   | 45   | 20   | 5    | 329    |
| Eindstand WK          | 11   | 10   | 6    | 5    | 4    | 4    | 5    | 9    | 6    | 10   | 16   |        |

## DTM-carrière

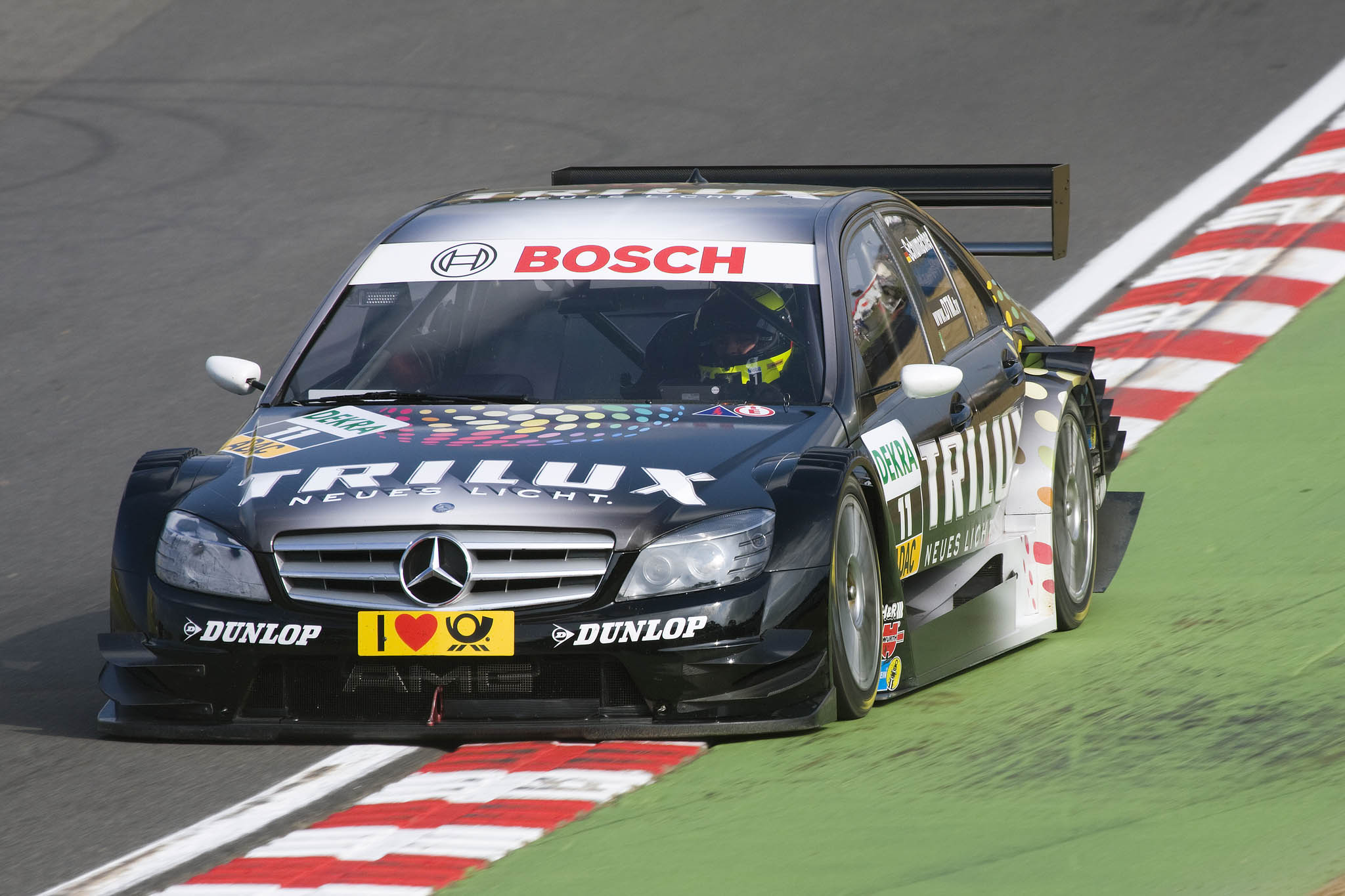
Ralf Schumacher in de AMG Mercedes (2008)

Vanaf 2008 nam Schumacher deel aan het DTM kampioenschap. Hij kwam uit voor AMG Mercedes. Omdat de nieuwe wagens al vergeven zijn, kwam Schumacher uit in een zogenaamde Jahreswagen, een wagen van een seizoen eerder. Ondanks het mindere materiaal wist Schumacher in 2008 punten te scoren, met een 7e plaats in Barcelona en een 8e plaats op de Nürburgring. Met de drie punten die hij daarmee haalde werd hij de tweede coureur in de eindstand met een oude auto, achter Gary Paffett.
Ook in 2009 kwam Schumacher weer uit in de DTM, ditmaal in een fabriekswagen hij reed regelmatige in de top 10 en behaalde zelfs een aantal WK punten.
In 2010, 2011 en 2012 kwam hij ook uit voor Mercedes en ook in een fabrieksauto.

## Persoonlijk leven
Op 14 juli 2024 kwam Schumacher uit de kast als homoseksueel. Hij heeft dan sinds twee jaar een relatie met zijn vriend Étienne. Van 2001 tot 2015 was Schumacher getrouwd met Cora-Caroline Brinkmann, een voormalig model, met wie hij één zoon heeft. Mike Beuttler wordt algemeen beschouwd als de eerste lhbti+ coureur.